# Бребьер (кантон)
Бребьер (фр. Brebières) — кантон во Франции, находится в регионе О-де-Франс, департамент Па-де-Кале. Входит в состав округа Аррас.

## История
Кантон образован в результате реформы 2015 года. В его состав вошли отдельные коммуны упраздненных кантонов Вими и Витри-ан-Артуа.

## Состав кантона
В состав кантона входят коммуны (население по данным Национального института статистики за 2018 г.):
- Амблен-ле-Пре (493 чел.)
- Андекур-ле-Каньикур (314 чел.)
- Арлё-ан-Гоель (858 чел.)
- Беллон (207 чел.)
- Бребьер (5 083 чел.)
- Буари-Нотр-Дам (449 чел.)
- Бьяш-Сен-Ва (4 197 чел.)
- Виллер-ле-Каньикур (260 чел.)
- Виз-ан-Артуа (651 чел.)
- Витри-ан-Артуа (4 676 чел.)
- Гуи-су-Беллон (1 373 чел.)
- Дюри (339 чел.)
- Изель-лез-Экершен (1 037 чел.)
- Каньикур (431 чел.)
- Корбеэм (2 339 чел.)
- Кьери-ла-Мот (733 чел.)
- Нёвирёй (580 чел.)
- Нуайель-су-Беллон (818 чел.)
- Окур (229 чел.)
- Оппи (394 чел.)
- Пельв (751 чел.)
- Плувен (457 чел.)
- Рё (1 430 чел.)
- Рекур (209 чел.)
- Реми (389 чел.)
- Рьянкур-ле-Каньикур (258 чел.)
- Сайи-ан-Остреван (705 чел.)
- Содемон (444 чел.)
- Тортекен (836 чел.)
- Френ-ле-Монтобан (577 чел.)
- Френуа-ан-Гоэль (221 чел.)
- Этен (455 чел.)
- Этерпиньи (258 чел.)

## Политика
На президентских выборах 2022 г. жители кантона отдали в 1-м туре Марин Ле Пен 41,0 % голосов против 25,0 % у Эмманюэля Макрона и 13,0 % у Жана-Люка Меланшона; во 2-м туре в кантоне победила Ле Пен, получившая 59,6 % голосов. (2017 год. 1 тур: Марин Ле Пен – 36,4 %, Эмманюэль Макрон – 18,4 %, Жан-Люк Меланшон – 17,4 %, Франсуа Фийон – 14,7 %; 2 тур: Ле Пен – 55,2 %. 2012 год. 1 тур: Марин Ле Пен — 27,3 %, Франсуа Олланд — 26,6 %, Николя Саркози — 22,3 %; 2 тур: Олланд — 53,7 %).
С 2015 года кантон в Совете департамента Па-де-Кале представляют мэр города Витри-ан-Артуа Пьер Жорже (Pierre Georget) (Радикальная левая партия) и Бенедикт Мессеан-Гробельни (Bénédicte Messeanne-Grobelny) (Социалистическая партия).
|                | Кандидаты                             | Партия                   | Первый тур | Первый тур     | Второй тур | Второй тур |
| Кол-во голосов | Кандидаты                             | Партия                   | % голосов  | Кол-во голосов | % голосов  |            |
| -------------- | ------------------------------------- | ------------------------ | ---------- | -------------- | ---------- | ---------- |
|                | Пьер Жорже Бенедикт Мессеан-Гробельни | Левый блок               | 5 912      | 66,17          | 5 900      | 67,68      |
|                | Аньес Кодрон Корантен Трипле          | Национальное объединение | 3 022      | 33,83          | 2 818      | 32,32      |

|                | Кандидаты                             | Партия                  | Первый тур | Первый тур     | Второй тур | Второй тур |
| Кол-во голосов | Кандидаты                             | Партия                  | % голосов  | Кол-во голосов | % голосов  |            |
| -------------- | ------------------------------------- | ----------------------- | ---------- | -------------- | ---------- | ---------- |
|                | Пьер Жорже Бенедикт Мессеан-Гробельни | Социалистическая партия | 4 499      | 35,76          | 7 045      | 55,97      |
|                | Венсан Бирман Аньес Кодрон            | Национальный фронт      | 4 920      | 39,11          | 5 541      | 44,03      |
|                | Мартин Стьянн Эпуз Лемер Патрис Эрман | Коммунистическая партия | 1 800      | 14,31          |            |            |
|                | Северин Дюверж Жан-Люк Лавьевиль      | Правый блок             | 1 361      | 10,82          |            |            |